# Inmigración belga en Argentina
La inmigración belga en Argentina ha sido una de las corrientes migratorias provenientes de Europa en Argentina, aunque no ha sido tan numerosa como otras, los belgas han contribuido en grandes aspectos del nuevo país que los acogió en el Nuevo Mundo.

## Historia

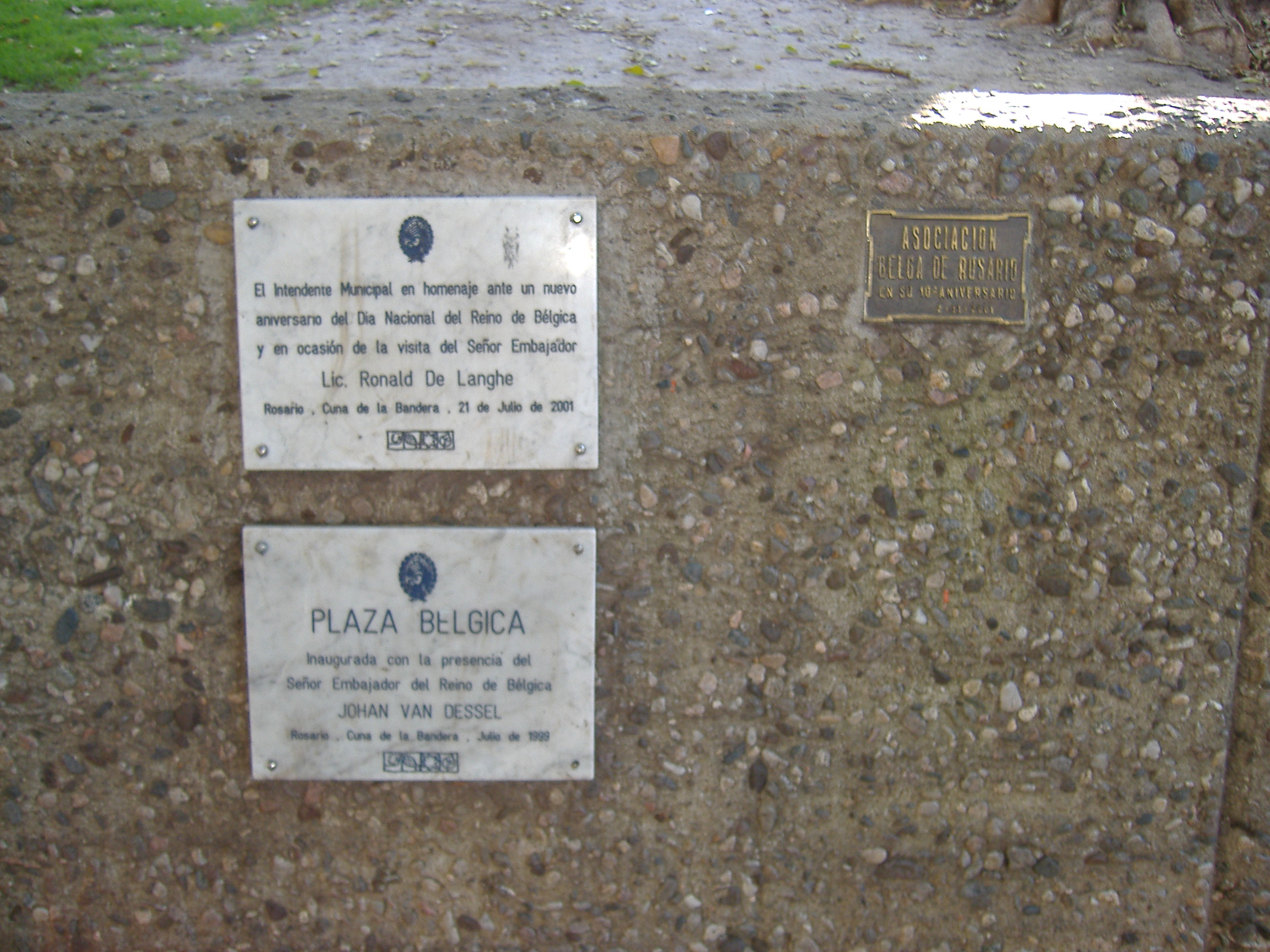
Plaza Bélgica en la ciudad de Rosario, Santa Fe.
Alberga tres grandes ombúes y fue remodelada con la colaboración de la colectividad belga de Rosario e inaugurada con la presencia de un embajador belga en Argentina Johan Van Dessel.

Datos proporcionados por la Dirección Nacional de Migraciones, afirman que Argentina recibió una cantidad de 26 000 personas de origen belga en el período comprendido entre 1857 y 1940, una de las minorías inmigratorias durante 'la gran inmigración europea'. Muchos belgas se vieron impulsados a emigrar debido a la pobreza, el desempleo y la reducción de salarios, entre otras causas.
Centenares de ingenieros belgas, formados en las Universidades más importantes de Bélgica como la de Gante, Lieja, Bruselas y Lovaina, mostraban un especial interés por trabajar en Argentina. También vinieron técnicos, mecánicos, obreros especializados y agrónomos. Por otro lado, muchos arquitectos belgas fueron convocados para aplicar sus nuevos métodos y estilos de construcción, como así también muchos escultores participaron de los monumentos que embellecen a la ciudad de Buenos Aires. Un ejemplo de esto es el Monumento a los Dos Congresos (1910) obra de Jules Lagae o el monumento al Presidente Alsina en Recoleta, de Jacques De Braeckeles.
La mayor parte de los inmigrantes belgas se instalaron en las provincias de Buenos Aires, Santa Fe, Tucumán, Entre Ríos y Córdoba.

## Colonos belgas
Después de la independencia de Bélgica los primeros en llegar fueron siete familias que se asentaron en Villa Urquiza, en 1857. También hubo un grupo de soldados belgas que se alistaron en el Ejército Argentino, después de participar en la guerra contra el Paraguay volvieron a su país.
En esa misma época treinta obreros belgas llegaron a Sunchales y fueron masacrados por los indígenas.
En 1882 llegaron a la Colonia San Carlos cuatro familias, a Colonia Esperanza quince belgas, a Rosario cinco y a Bella Vista , Corrientes, nueve familias. Siempre las llegadas fueron esporádicas y de pocas personas. A principios de 1880 el ingeniero Eugenio Schepens realizó un viaje a Sudamérica, con la intención de analizar las condiciones para lo que él dio en llamar un posible “asentamiento popular flamenco”.
Un año después lanzó un llamamiento y partió con otros cuarenta compatriotas, la mayoría de la región de Oudenaarde, hacia Argentina. Se establecieron en Villaguay, en la provincia de Entre Ríos, donde formaron una colonia belga considerada como una de las colonias más exitosas. Más de un tercio tiene antepasados belgas.
Esperanza (Sante Fe) recibió la llegada de suizos, alemanes, franceses, italianos, belgas y luxemburgueses. Doscientas familias colonizadoras que llegaron a esta geografía santafesina entre fines de enero y comienzos de febrero de 1856. La ciudad actualmente cuenta con una colectividad belga.

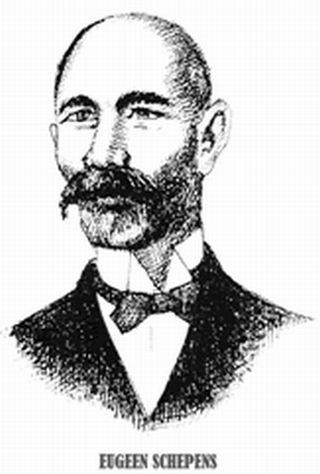
Eugenio Schepens (belga, nacido por 1854). A principios de 1880 el ingeniero Eugenio Schepens realizó un viaje a Sudamérica, con la intención de analizar las condiciones para lo que él dio en llamar un posible “asentamiento popular flamenco”. Un año después lanzó un llamamiento y partió con otros cuarenta compatriotas, la mayoría de la región de Oudenaarde, hacia Argentina. Se establecieron en Villaguay, en la provincia de Entre Ríos, donde formaron una colonia belga considerada como una de las colonias más exitosas.

## Vida institucional
- Asociación Belga de Buenos Aires (ABBA) (fundada en 1992. Forma parte del Club Europeo de Buenos Aires).
- Asociación Belga de Rosario y Colectividad Belga de Rosario.
- Asociación Belga de Tucumán (fundada en marzo de 2006) y Colectividad Belga de Tucumán.
- Colectividad Belga de Esperanza, Santa Fe.
- Colectividad Belga de Villaguay.
- Cámara de Comercio Belgo-Luxemburguesa.

Antiguas asociaciones(inexistentes actualmente):
- En 1876 se fundó en Buenos Aires la Société Belge de Secours Mutuels, que en 1885 fue renombrada como Société Philantropique Belge.
- En 1889 se abrió a su lado la Sociedad de Protección a los Emigrantes Belgas.
- Cámara de Comercio Belga del Río de la Plata.
- Cercle Belge

## Libros
- De Flandes a Montiel:(colonización belga en Villaguay)
- En los deltas de la memoria: Bélgica y Argentina en los siglos XIX y XX., Bart De Groof, Patricio Geli, Eddy Stols, Guy Van Beeck.
- Qué fue de ellos (recopilación de historias de los primeros colonos), Eriberto Walter Devetter, 2001.
- Huellas flamencas en Villaguay: Colonos belgas 1880-1930, Eriberto Walter Devetter y Hugo De Clercq, 2016.